# 野平富久
野平 富久（のひら とみひさ、1926年4月29日 - ）は日本の元騎手、元調教師。日本で調教師免許を剥奪された最初の人物である。父は騎手、調教師の野平省三、弟は騎手、調教師の野平祐二、騎手の野平幸雄。

## 人物
1964年、調教師免許取得、美浦トレーニングセンターで厩舎を開業。
1993年12月16日、馬主が名義貸しを行い、貸した相手が暴力団員だとわかっていたうえで出走させたことにより調教師免許を取り消された。野平は翌1994年2月に審査会に異議申し立てをしたが4月15日に棄却された。また、名義貸しを行った馬主も馬主登録を抹消されている。日本で調教師免許を剥奪されたのは野平が初めてである。生涯獲得賞金は14億6千169万1千円。通算勝利数は338勝。

## おもな管理馬
- スピードシンボリ
- カーネルシンボリ（目黒記念／1975年春）

## おもな厩舎所属者
※太字は門下生。括弧内は厩舎所属期間と所属中の職分。
- 津田昭（1969年-1983年 騎手）
- 野平祐二（1974年-1975年 騎手）
- 西野桂（1974年-1975年、1983年 騎手）